# Чемпионат СССР по шахматам по переписке 1940—1941
Чемпионат СССР по шахматам по переписке начался в январе 1940 года.

## Участники
К участию были приглашены 22 шахматиста (список в алфавитном порядке):
- Х. Баранов (Москва)
- Г. Вересов (Минск)
- В. Гергенредер (Бежица)
- Д. Гостищев (Запорожье)
- П. Дубинин (Горький)
- М. Жудро (Витебск)
- В. Збандутто (Москва)
- А. Ивашин (Куйбышев)
- Г. Каспарян (Ереван)
- А. Комаров (Москва)
- П. Комаров (Уфа)
- А. Константинопольский (Киев)
- С. Кричевцов (Винница)
- С. Лебедев (Ковров)
- В. Москалев (Мичуринск)
- В. Назаревский (Киев)
- А. Полквой (Москва)
- К. Розенкранц (Москва)
- Д. Руссо (Одесса)
- Н. Сидоров (Киров)
- Н. Шестериков (Саратов)

## Результаты
К лету 1941 г. завершились 78 из 231 партии. Лидировали Москалев (7½ из 12), Гостищев (7 из 10), Лебедев (7 из 12), Розенкранц (6½ из 8), Дубинин (6 из 9), А. Комаров (5½ из 7), Вересов (5 из 6). Некоторые участники, например, мастера Константинопольский и Каспарян, завершили только по 2 партии.
Турнир был прерван в связи с началом Великой Отечественной войны. Итоги турнира не подводились. В списке чемпионатов СССР по переписке порядковый номер этому соревнованию присвоен не был.
Ряд партий турнира появился в печати. Ещё некоторые партии сохранились в архивах участников (Константинопольского и Дубинина).